# Phan Quang Định
Phan Quang Định (1922–1989) là một nhà biên kịch, đạo diễn phim tài liệu, nhạc sĩ, họa sĩ, đại tá Quân đội nhân dân Việt Nam.
Từ một người yêu thích âm nhạc và đã có một số sáng tác tại Đà Nẵng trước Cách mạng tháng 8, Phan Quang Định ra Hà Nội với công việc thiết kế các ấn phẩm. Sau đó quay về Đà Nẵng làm Trưởng ty Thông tin Tuyên truyền của thành phố. Năm 1950, Phan Quang Định là Phó Trưởng Ban Tuyên truyền Phòng Chính trị Liên Khu V, ông đề xuất phát hành các tập san Áo Xám và biên soạn cũng như ấn hành Tạp chí Văn Nghệ tại chiến trường Liên khu.
Năm 1950, ông tham gia Đại hội Văn nghệ Nam Trung Bộ. Năm 1951, ông tham gia đội quân tình nguyện chiến đấu ở vùng Đông Bắc Campuchia và Hạ Lào, đến năm 1954, Phan Quang Định tập kết ra Bắc, được giao nhiệm vụ thành lập và làm Trưởng đoàn Văn công Quân khu Tây Bắc. Từ năm 1960, ông về công tác tại xưởng phim Điện ảnh Quân đội nhân dân, tham gia sản xuất nhiều bộ phim tài liệu, tiêu biểu là Hà Nội, bản anh hùng ca.

## Tiểu sử và đời tư
Phan Quang Định sinh năm 1922 tại Tourane, Trung Kỳ, Liên bang Đông Dương – nay là Đà Nẵng, Việt Nam. Gia đình ông có 6 anh em, 4 trai và 2 gái.
Phan Quang Định tham gia cách mạng từ rất sớm, vốn là một giáo viên tiểu học kiêm là Huynh trưởng Hướng đạo sinh. Khi Đà Nẵng bị thực dân Pháp chiếm đóng, cả gia đình ông đã di tản đến Quế Sơn, Quảng Nam. Một thời gian sau, ông đưa gia đình về vùng tự do ở Quảng Ngãi còm ông trở lại đơn vị. Khi ba người em trai lần lượt gia nhập quân đội và công an, mẹ ông trở lại Đà Nẵng, em gái út ở lại Quảng Ngãi để theo học, người em gái lớn là vợ nhà văn Nguyễn Văn Bổng qua đời sau đấy không lâu. Trong lần lên chiến khu cùng người anh họ, hai anh em ông bị quân lính Pháp phục kích, anh họ ông hy sinh, còn ông may mắn thoát nạn.
Phan Quang Định và Lưu Quang Thuận là bạn thân cùng ra Hà Nội công tác. Sau này ông Định lấy tên Thuận để đặt cho con trai lớn, còn người con thứ lấy họ Lưu của ông Thuận để đặt tên. Lưu Quang Thuận cũng lấy tên Định để đặt cho người con út của mình.

## Sự nghiệp

### Âm nhạc
Thời trai trẻ, Quang Định đã kết bạn với nhạc sĩ Phan Huỳnh Điểu, nhà văn Nguyễn Văn Bổng và đặc biệt nhà thơ Lưu Quang Thuận. Thời điểm này Phan Quang Định, Phan Huỳnh Điểu là thành viên của hội Ái Nhạc (Société Philharmonique) ở địa phương. Nhạc sĩ Phạm Duy đã dịp gặp mặt họ trong thời gian đi theo một gánh hát rong. Phan Quang Định đã sáng tác bài hát "Sơn Tinh Thủy Tinh" và thường được các hướng đạo sinh sử dụng, trong những năm 2000, bài hát này được in lại trong tuyển tập Một trăm sử ca của Nhà xuất bản Thanh Niên.
Trong thời kỳ chống Mĩ, một màn ca cảnh do Phan Quang Định sáng tác đã được Đoàn đại biểu Thanh niên Việt Nam biểu diễn tại Đại hội liên hoan thanh niên và sinh viên thế giới tại Đông Âu. Ông thường soạn lời cho các sáng tác của bạn bè như bài "Chiến thắng Sông Lô" của Dương Minh Ninh và "Có một đàn chim" của Phan Huỳnh Điểu. Ngoài ca cảnh "Sơn Tinh, Thủy Tinh" viết cho thiếu nhi, Phan Quang Định còn sáng tác các ca khúc cách mạng như Nhớ lời người xưa, Chiều trên sông Mã, Đất Lào yêu thương.

### Mỹ thuật
Năm 1943, Phan Quang Định cùng Lưu Quang Thuận ra Hà Nội hoạt động nghệ thuật. Ông Thuận làm báo, dựng kịch, sáng tác thơ còn ông Định thiết kế ấn phẩm. Tháng 3 năm 1945, Phát xít Nhật đảo chính thực dân Pháp, hai ông phải chia cắt ở hai miền Nam–Bắc. Phan Quang Định trở về Đà Nẵng tham gia cướp chính quyền tại đây, còn ông Thuận ở lại Hà Nội. Tại quê nhà, Phan Quang Định được cử làm Trưởng ty Thông tin Tuyên truyền thành phố Đà Nẵng, ông cùng các nghệ sĩ như Phan Huỳnh Điểu, Văn Cận, Ngọc Trai... thúc đẩy các hoạt động thông tin, văn hóa tại thành phố.
Năm 1948, Tư lệnh Liên khu V, Cao Văn Khánh mời một số văn nghệ sĩ như họa sĩ Nguyễn Đỗ Cung, họa sĩ Văn Giáo, nhà thơ Tế Hanh, Khương Hữu Dụng và Nguyễn Viết Lãm tham gia một cuộc thi bắn súng. Phan Quang Định cũng có mặt tại đây và đã sáng tác một bức ký họa mà sau này được độc giả tạp chí Luyện quân biết đến. Ông là người đã vẽ bìa, trang trí cho Tạp chí miền Nam của Hội Văn nghệ Nam Trung Bộ và làm Chủ nhiệm Báo Vệ Quốc Quân của Liên Khu V.
Năm 1984, Hội Nhà báo Việt Nam cho ra mắt một tờ tạp chí lý luận, nghiệp vụ. Cho dù đang công tác tại Xưởng phim Quân đội, Phan Quang Định vẫn nhiệt tình dành công sức vẽ măng sét, làm vinhét các chuyên mục, cho tạp chí của Hội Nhà báo. Các manchette (chữ viền) và vignette (họa tiết) mà Phan Quang Định tạo nên, đã được tòa soạn dùng liên tục suốt hai thập niên.

### Điện ảnh
Năm 1960, Phan Quang Định được điều về Hà Nội công tác tại Tổng cục Chính trị, sau đó làm việc tại Xưởng phim Quân đội, ông bắt đầu làm đạo diễn và biên kịch phim tài liệu. Năm 1973, ngay sau sự kiện Điện Biên Phủ trên không, Phan Quang Định đã thực hiện bộ phim tài liệu Hà Nội bản hùng ca do ông đạo diễn kiêm biên kịch. Đây là bộ phim tài liệu có nhiều thành công trong giai đoạn 1965-1975. Đây là một trong những tác phẩm hay nhất trong cuộc kháng chiến chống Mỹ của Điện ảnh Tài liệu Quân đội. Tại Liên hoan Phim Việt Nam năm 1975, bộ phim được nhận Giải Bông sen vàng, cùng Bằng khen đặc biệt, tuyên dương các chiến sĩ quay phim dũng cảm. Tại Liên hoan Phim Quân đội các nước xã hội chủ nghĩa (Socialist Army Film Festival) năm 1978 tại Veszprem, Hungary, bộ phim đoạt Giải nhất dành cho phim tài liệu".

## Cuối đời
Dù đã nghỉ hưu và trở về Đà Nẵng, Phan Quang Định vẫn được Quân khu 5 đặt làm bộ phim tài liệu Đất Quảng những tháng năm không quên nói về phong trào chiến đấu tại quê nhà. Sau thời gian làm phim, khi cả đoàn cùng người dân làm buổi tiệc chia tay cung là hôm Phan Quang Định bị đột quỵ.
Ông qua đời vào tháng 4 năm 1989.

## Tác phẩm

### Âm nhạc
- "Chiến thắng Sông Lô" – lời Phan Quang Định, nhạc Dương Minh Minh
- "Có một bầy chim" – lời Phan Quang Định, nhạc Phan Huỳnh Điểu
- "Sơn Tinh, Thủy Tinh" – nhạc và lời Phan Quang Định
- "Cây súng tômxơn" (Thompson) – nhạc và lời Phan Quang Định
- "Người con gái sông Thu Bồn" –  nhạc Phan Quang Định, lời Mai Xuân Cảnh
- nhạc và lời Phan Quang Định

### Điện ảnh
| Năm  | Tựa đề                               | Đạo diễn | Biên kịch | Vai trò khác | Chú thích     |
| ---- | ------------------------------------ | -------- | --------- | ------------ | ------------- |
| 1961 | Trên tuyến đầu miền tây              |          |           |              | [ 10 ]        |
| 1961 | Mối tình quân dân                    |          |           |              | [ 10 ]        |
| 1964 | Kẻ cướp Mỹ bị trừng trị đích đáng    |          |           | Biên tập     | [ 10 ] [ 11 ] |
| 1964 | Chúng tôi sẵn sàng                   |          |           |              | [ 10 ]        |
| 1967 | Tập ảnh Thừa Thiên                   |          | Có        |              | [ 10 ]        |
| 1973 | Hà Nội bản anh hùng ca               | Có       | Có        |              | [ 1 ]         |
| 1978 | Cuộc đọ sức thầm lặng                |          |           |              | [ 10 ]        |
| 1980 | Bộ mặt thật                          |          |           |              | [ 10 ]        |
| 1981 | Muôn vàn tình yêu thương             | Có       |           |              | [ 10 ]        |
| 1990 | Đất Quảng những tháng năm không quên | Có       |           |              | [ 10 ]        |

## Giải thưởng
| Năm  | Giải thưởng                       | Hạng mục      | Đề cử                           | Kết quả       | Chú thích |
| ---- | --------------------------------- | ------------- | ------------------------------- | ------------- | --------- |
| 1975 | Liên hoan phim Việt Nam lần thứ 3 | Phim tài liệu | Bộ phim Hà Nội, bản anh hùng ca | Bông sen Vàng | [ 2 ]     |
| 1978 | Socialist Army Film Festival      | Phim tài liệu | Bộ phim Hà Nội, bản anh hùng ca | Giải nhất     | [ 2 ]     |

## Vinh danh
Năm 1990, Phan Quang Định được Nhà nước Việt Nam truy tặng danh hiệu Nghệ sĩ ưu tú.
Ngày 15 tháng 12 năm 2022, Hội đồng nhân dân thành phố Đà Nẵng khóa X đã ra Nghị quyết 92/2022/NQ-HĐND. Theo đó đặt tên ông cho một đoạn đường ở  huyện Hòa Vang, Thành phố Đà Nẵng.